# Laura Massaro
Laura Jane Massaro, MBE (* 2. November 1983 in Great Yarmouth als Laura Jane Lengthorn) ist eine ehemalige englische Squashspielerin.

## Karriere
Laura Massaro besuchte in ihrer schulischen Laufbahn die Albany High School in Chorley. Im Juli 2007 heiratete sie Danny Massaro und spielte zunächst eine Zeitlang als Laura Lengthorn-Massaro, ehe sie ihren Geburtsnamen endgültig ablegte.
Sie begann ihre professionelle Karriere im Jahr 2000 auf der PSA World Tour und gewann auf dieser 23 Titel. 2012 gelang ihr erstmals der Finaleinzug bei einer Weltmeisterschaft, sie unterlag in diesem Nicol David. Im Jahr darauf wurde sie erstmals Weltmeister, nachdem sie im Endspiel Nour El Sherbini mit 11:7, 6:11, 11:9, 5:11 und 11:9 bezwungen hatte. 2015 kam es zur Neuauflage des Finals von 2013, dieses Mal unterlag Massaro jedoch Nour El Sherbini in fünf Sätzen. Bei den PSA World Series Finals gewann sie im selben Jahr den Titel mit einem Finalgewinn gegen Raneem El Weleily. Zum Januar 2016 übernahm sie erstmals die Führung in der Weltrangliste, die sie vier Monate innehatte.
Mit der englischen Nationalmannschaft wurde sie zwischen 2008 und 2018 insgesamt viermal Vizeweltmeister. 2014 gewann sie mit England den Weltmeistertitel. Bei Europameisterschaften gewann sie sieben Titel. Im Einzel erreichte sie 2006 ebenfalls das Finale der Europameisterschaft, welches sie gegen ihre Landsfrau Jenny Duncalf glatt in drei Sätzen verlor. Bei den Commonwealth Games 2010 gewann sie zusammen mit Jenny Duncalf die Silbermedaille im Doppel, 2014 errang sie im Einzel eine weitere Silbermedaille. In den Jahren 2011, 2012, 2016 und 2017 wurde sie britische Meisterin. Massaro beendete im Mai 2019 bei den British Open ihre Karriere. Am 27. Dezember 2019 wurde sie im Rahmen der New Year Honours zum Member des Order of the British Empire ernannt.

## Erfolge
- Weltmeister: 2013
- Weltmeister mit der Mannschaft: 2014
- Vizeeuropameister: 2006
- Europameister mit der Mannschaft: 7 Titel (2008, 2009, 2012−2014, 2016, 2018)
- Gewonnene PSA-Titel: 23
- 4 Monate Weltranglistenerste
- Commonwealth Games: 3 × Silber (Doppel 2010, Einzel und Doppel 2014)
- Britischer Meister: 4 Titel (2011, 2012, 2016, 2017)